# Cratere Rabbi Levi
Rabbi Levi è un cratere lunare di 82,44 km situato nella parte sud-orientale della faccia visibile della Luna.